# The Day the Music Died
The Day the Music Died er en betegnelse for datoen den 3. februar 1959, hvor et fly med tre af rockmusikkens unge håb styrtede ned i staten Iowa, USA. Alle tre samt piloten omkom. Don McLeans store hit "American Pie" omfatter linjen "The day the music died", som refererer til flystyrtet. 
I starten af 1959 var Buddy Holly på bus-tour i de amerikanske midtveststater, sammen med blandt andet Ritchie Valens og J. P. Richardson (kaldet:The Big Bopper). Egentlig kørte showet rundt i et par busser, men Buddy Holly blev træt af de sure busture og hyrede 2. februar et lille fly til sig selv og et par af medlemmerne af The Crickets, bl.a. Waylon Jennings. Meningen var, at de skulle kunne komme hurtigere og mere behageligt frem til næste spillested. Natten til den 3. februar havde Valens og The Big Bopper, der var lidt småsyg, fået snakket sig til to af pladserne i flyet, der lettede kort efter midnat. Jennings måtte derfor tage bussen. Flyet styrtede efter 4 minutters flyvning ned på en mark i Clear Lake i Iowa, og piloten og de tre passagerer døde.

## Baggrund
Buddy Holly havde afbrudt sit samarbejde med sit oprindelige band The Crickets i november 1958. Til sin "Winter Dance Party" tour samlede han i stedet et band bestående af Waylon Jennings (bass), Tommy Allsup (guitar) og Carl Bunch (trommer). Denne turné omfattede 24 byer I Midwest på lige så mange dage. Ritchie Valens, J. P. "The Big Bopper" Richardson og Dion DiMucci (fra Dion and the Belmonts deltog I begivenhederne for at fremme salget af deres nyligt udsendte pladeudgivelser.
Allerede fra starten i Milwaukee den 23. januar, 1959 opstod der et logistisk problem. Der var ikke taget hensyn til distancen mellem de byer, hvor musikerne skulle optræde, og da der samtidig var meget koldt, frøs medlemmerne i bussen, fordi dennes varmeapparat brød sammen. Trommeslageren måtte indlægges i Ironwood, Michigan med forfrysninger I fødderne. Alligevel valgte resten af holdet at fortsætte I en skolebus ,som arrangørerne havde lejet. Da Hollys band havde været backing for alle de andre optrædende, skiftedes Holly, Valens og DiMucci til at spille trommerne for hinandens optrædener i Green Bay, Wisconsin og Clear Lake, Iowa.
Mandag 2. februar ankom de til Clear Lake. Byen var oprindelig ikke på tour-planen, men da der var en ledig dag i programmet, telefonerede Hollys manager til en lokal arrangør og tilbød ham et engagement. Allerede ved ankomsten var Holly frustreret over bussens manglende komfort og besluttede at leje et fly, der om natten efter showet skulle bringe ham til Fargo, North Dakota, således at han kunne få en smule hvile inden næste show.

## Flyturen
Manageren Anderson hyrede Hubert Dwyer, ejeren af Dwyer Flying Service fra Mason City, Iowa til at udarbejde et charter for et fly i Hector Airport i Fargo, den lufthavn, der var tættest på spillestedet.
Roger Peterson, en blot 21 år gammel pilot, skulle gennemføre flyveturen. Bonanza – flyet havde plads til tre passagerer.</ref> En populær misforståelse, efter Don McLeans berømte sang om ulykken, "American Pie", er opfattelsen af, at flyet hed American Pie. Imidlertid er der ingen dokumentation for, at flyet, der officielt havde betegnelsen N3794N, overhovedet var navngivet.
Richardson havde pådraget sig en influenza og bad Waylon Jennings om dennes plads I flyet. Da Holly hørte, at Jennings ikke skulle ombord på flyet, sagde han: "Well, I hope your ol' bus freezes up." Jennings svarede: "Well, I hope your ol' plane crashes". Det var humoristisk ment, men da flyet virkelig faldt ned, var konsekvensen, at Jennings blev forfulgt af mareridt om hans dårlige vittighed resten af livet.
Selv om Ritchie Valens led af flyskræk, spurgte han, medtaget af kulden, Tommy Allsup om han kunne få dennes sæde i flyet. De blev herefter enige om at slå plat eller krone om pladsen. Valens vandt.